# 电力城 (华盛顿州)
电力城（英文：Electric City），是美国华盛顿州格兰特县下属的一座城市。根据 2000年美国人口普查，该市有人口922人。根据2010年美国人口普查，该市有人口968人。而2011年估计该市有1,004人。该城得名于邻近的大古力水坝电站。